# Foussemagne
Foussemagne település Franciaországban, Territoire de Belfort megyében. Lakosainak száma 885 fő (2022. január 1.). Foussemagne Fontaine, Chavannes-sur-l’Étang, Montreux-Vieux, Cunelières, Frais és Petit-Croix községekkel határos.

## Népesség
A település népességének változása:
| Lakosok száma | 926  | 916  | 940  | 921  | 919  | 919  | 917  | 911  | 885  |
|               | 2013 | 2015 | 2016 | 2017 | 2018 | 2019 | 2020 | 2021 | 2022 |